# 백백교 (1961년 영화)
"백백교"는 한국의 하한수 감독이 1961년 만든 영화로 '백백교 사건'이라는 실화를 소재로 하여 제작하였다. 황해 등이 주연으로 출연하였고 이태림 등이 제작에 참여하였다.
이 영화의 소재인 백백교 사건이란 백백교라 불리던 신흥종교의 교주 전용해와 그의 제자 문봉조 등이 1928년부터 1937년까지 10년 동안 전국 곳곳에서 80여회에 걸쳐 백백교 신도 3백여명을 살해한 사건을 말한다.

## 출연

### 주연
- 황해
- 도금봉
- 김희갑
- 허장강

## 기타
- 조명: 김영달
- 미술: 서민